# Mordvínovo
Mordvínovo (en rus: Мордвиново) és un poble de l'óblast de Vladímir, a Rússia, segons el cens del 2012 tenia 95 habitants. Pertany al districte municipal de Múrom.